# コンドロ-4-スルファターゼ
コンドロ-4-スルファターゼ(Chondro-4-sulfatase、EC 3.1.6.9)は、以下の化学反応を触媒する酵素である。
4-デオキシ-β-D-グルコ-4-エヌロノシル-(1,3)-N-アセチル-D-ガラクトサミン-4-硫酸 + 水{\displaystyle \rightleftharpoons }4-デオキシ-β-D-グルコ-4-エヌロノシル-(1,3)-N-アセチル-D-ガラクトサミン + 硫酸
従って、この酵素の基質は4-デオキシ-β-D-グルコ-4-エヌロノシル-(1,3)-N-アセチル-D-ガラクトサミン-4-硫酸と4-硫酸と水の3つ、生成物は4-デオキシ-β-D-グルコ-4-エヌロノシル-(1,3)-N-アセチル-D-ガラクトサミンと硫酸の2つである。
この酵素は加水分解酵素、特に硫酸エステル加水分解酵素に分類される。系統名は、4-デオキシ-β-D-グルコ-4-エヌロノシル-(1,3)-N-アセチル-D-ガラクトサミン-4-硫酸 4-スルホヒドロラーゼ(4-deoxy-beta-D-gluc-4-enuronosyl-(1,3)-N-acetyl-D-galactosamine-4-sulfate 4-sulfohydrolase)である。他にchondroitin-4-sulfatase等とも呼ばれる。